# Svjetska liga u vaterpolu 2010.
Svjetska liga u vaterpolu 2010. deveto je izdanje ovog natjecanja. Završni turnir se igrao u Nišu u Srbiji od 13. do 18. srpnja. Branitelj naslova bila je Crna Gora, koja je u završnici na peterce izgubila od domaćina Srbije.

## Završni turnir

### Skupina 1
| Datum      | 1. momčad | Ishod           | 2. momčad  |
| ---------- | --------- | --------------- | ---------- |
| 13. srpnja | Crna Gora | 16:4            | Kina       |
|            | SAD       | 7:3             | Španjolska |
| 14. srpnja | SAD       | 11:5            | Kina       |
|            | Crna Gora | 11:7            | Španjolska |
| 15. srpnja | Crna Gora | 7:7, 4:2 (pet.) | SAD        |
|            | Kina      | 5:11            | Španjolska |

|    | Tablica    | I | Pob. | Por. | Pos. P | Prim. P | RP  | Bodovi |
| -- | ---------- | - | ---- | ---- | ------ | ------- | --- | ------ |
| 1. | Crna Gora  | 3 | 3    | 0    | 38     | 20      | +18 | 8      |
| 2. | SAD        | 3 | 2    | 1    | 27     | 19      | +8  | 7      |
| 3. | Španjolska | 3 | 1    | 2    | 21     | 23      | -2  | 3      |
| 4. | Kina       | 3 | 0    | 3    | 14     | 38      | -24 | 0      |

### Skupina 2
| Datum      | 1. momčad  | Ishod | 2. momčad  |
| ---------- | ---------- | ----- | ---------- |
| 13. srpnja | Australija | 10:7  | Hrvatska   |
|            | Srbija     | 22:0  | JAR        |
| 14. srpnja | Australija | 19:4  | JAR        |
|            | Srbija     | 9:8   | Hrvatska   |
| 15. srpnja | JAR        | 1:22  | Hrvatska   |
|            | Srbija     | 8:6   | Australija |

|    | Tablica    | I | Pob. | Por. | Pos. P | Prim. P | RP  | Bodovi |
| -- | ---------- | - | ---- | ---- | ------ | ------- | --- | ------ |
| 1. | Srbija     | 3 | 3    | 0    | 39     | 14      | +25 | 9      |
| 2. | Australija | 3 | 2    | 1    | 35     | 19      | +16 | 6      |
| 3. | Hrvatska   | 3 | 1    | 2    | 37     | 20      | +17 | 3      |
| 4. | JAR        | 3 | 0    | 3    | 5      | 63      | -58 | 0      |

### Doigravanje
| 1. momčad  | Ishod | 2. momčad  |
| ---------- | ----- | ---------- |
| SAD        | 11:13 | Hrvatska   |
| Španjolska | 5:6   | Australija |
| Crna Gora  | 21:2  | JAR        |
| Kina       | 4:17  | Srbija     |

### Poluzavršnica
| 1. momčad  | Ishod | 2. momčad |
| ---------- | ----- | --------- |
| Hrvatska   | 11:14 | Srbija    |
| Australija | 6:8   | Crna Gora |

### 3./4.
| 1. momčad | Ishod | 2. momčad  |
| --------- | ----- | ---------- |
| Hrvatska  | 9:7   | Australija |

### 1./2.
| 1. momčad | Ishod             | 2. momčad |
| --------- | ----------------- | --------- |
| Srbija    | 10:10, 4:2 (pet.) | Crna Gora |

| Pobjednici          |
| ------------------- |
| Srbija Treći naslov |